# The Country Girl
The Country Girl is een Amerikaanse dramafilm uit 1954 onder regie van George Seaton. Het scenario is gebaseerd op het gelijknamige toneelstuk uit 1950 van de Amerikaanse auteur Clifford Odets. Destijds werd de film in Nederland uitgebracht onder de titel Het meisje van buiten.
The Country Girl was een succes. De film bracht 7.963.000 dollar op en stond op plaats 5 van films die het meeste geld opbrachten in 1954. Grace Kelly kreeg een Oscar in de categorie Beste Actrice. Het was de eerste en enige Oscar die Kelly zou ontvangen. Overigens was de onderscheiding van Kelly een grote verrassing. Verwacht was dat Judy Garland de prijs zou krijgen voor haar rol in A Star Is Born.

## Verhaal
Nadat de ster van de show al na een week is ontslagen, worden er audities gehouden voor een nieuwe hoofdrolspeler. Een van zangers die audities doet is Frank Elgin, een theaterster op zijn retour. Zijn optreden wordt welwillend bekeken door regisseur Bernie Dodd. Dodd stelt voor om Elgin te selecteren, maar hij wordt teruggefloten door Phil Cook, de producer. Volgens Cook is Elgin een onverbeterlijke alcoholist en hij ziet weinig in een nieuwe ster met problemen. Uiteindelijk laat Cook zich overhalen en stelt voor om Elgin een voorlopig contract te geven. Omdat Elgin al is vertrokken gaat Dodd naar bescheiden flatje, waar de zanger en zijn vrouw Georgie wonen. Georgie reageert wat terughoudend op het aanbod van Dodd. Ze zegt dat ze een meisje van het platteland (Country Girl) is en weinig weet van het theater. Als Dodd vertrokken is, stelt Georgie voor om de rol te nemen en zijn leven weer op de rails te zetten. Frank doet zijn best, maar tijdens de repetities heeft hij problemen met zijn concentratie. Op vragen van de regisseur antwoordt Frank dat dit komt omdat hij wordt gedomineerd door zijn vrouw. Georgie is na de dood van hun zoontje Johnny, gaan drinken. Ze heeft een zelfmoordpoging gedaan en een hotelkamer in brand gestoken. Om haar leven weer zin te geven, heeft Frank besloten haar meer te betrekken bij zijn werk. De stress die dit gaf, heeft, volgens Frank, hem ook tot een alcoholist gemaakt. Het verhaal treft Dodd diep en hij is er nu van overtuigd dat Georgie, en niet Frank, alcoholist en suïcidaal is, terwijl eigenlijk het omgekeerde het geval is. Als Frank zijn tekst vergeet of rare eisen gaat stellen, zoals een eigen kleedster, krijgt Georgie steeds de schuld van deze grillen. Wat Bernie niet weet is dat Frank zijn zelfvertrouwen volkomen is kwijt geraakt toen zijn zoontje verongelukte. Hij liet de hand van het jongetje los toen hij poseerde voor een fotograaf, waarna het kind werd doodgereden. Onwetend over dit incident blijft Dodd Georgie bekritiseren en verwijt haar dat ze Franks carrière dwarsboomt. Als Frank wordt betrapt met hoestsiroop aangelengd met alcohol zegt hij dat Georgie hem de siroop heeft gebracht. Zelfs als Georgie een stomdronken Frank uit de cel moet halen, heeft Dodd nog steeds niets in de gaten. Georgie krijgt te horen dat ze weg moet omdat ze een slechte invloed heeft op Frank. Dodd confronteert haar zelfs met 'haar verleden'  van alcohol en zelfmoordpogingen. De stomverbaasde Georgie laat vervolgens aan Dodd de littekens op de polsen van Frank zien en vertelt hem over de dood van Johnny en het daarop volgende alcoholisme van haar man. Een geschokte Dodd hoort nu dat Frank zo getraumatiseerd is door de dood van het kind dat hij zelfs de kleinste verantwoordelijkheid niet aankan. Dodd verontschuldigt zich en smeekt Georgie nu om niet weg te gaan, maar Georgie is zo boos dat ze schreeuwt dat ze nu eindelijk weg wil van Frank. Dodd omarmt Georgie en kust haar. Later gaat Dodd te keer tegen Frank en beschuldigt hem ervan dat hij de dood van zijn zoontje misbruikt om zijn eigen faalangst weg te kunnen drinken. Eindelijk geeft Frank toe en belooft dat hij zal stoppen met de alcohol waarop Dodd hem verdedigt tegenover producer Phil Cook. Frank mag blijven en de show wordt een succes op Broadway. Op een feestje waarop het succes wordt gevierd ziet Frank dat Georgie en Dodd wel erg veel tijd met elkaar doorbrengen. Als Frank haar hiermee confronteert, geeft ze toe dat ze er overdenkt hem te verlaten voor Dodd. Tegelijkertijd ziet ze dat Frank eindelijk zijn schuldgevoelens over Johnny's dood te rusten  heeft gelegd. Ze neemt afscheid van Dodd en haast zich terug naar Frank om samen hun huwelijk weer op te pakken.

## Rolverdeling
| Acteur              | Personage     |
| ------------------- | ------------- |
| Bing Crosby         | Frank Elgin   |
| Grace Kelly         | Georgie Elgin |
| William Holden      | Bernie Dodd   |
| Anthony Ross        | Philip Cook   |
| Gene Reynolds       | Larry         |
| Jacqueline Fontaine | Zangeres      |
| Eddie Ryder         | Ed            |
| Robert Kent         | Paul Unger    |
| John W. Reynolds    | Henry Johnson |

## Achtergrond

### Voorgeschiedenis
Op 10 november 1950 ging de toneelproductie "The Country Girl"  van Clifford Odets in première in het Lyceum Theater op Broadway. Het werd een succes en het stuk haalde 236 voorstellingen. Actrice Uta Hagen won in 1951 de Tony Award voor haar vertolking van Georgie Elgin. Hollywood toonde belangstelling en het was Paramount Pictures die de rechten in handen kreeg. De rol van Georgie was erg belangrijk en producer William Perlberg ging zorgvuldig te werk bij de selectie van de acteurs. Uiteindelijk besloot hij Jennifer Jones aan te nemen. De actrice bleek echter zwanger en moest van de rol afzien. Al snel liet Perlberg nu zijn oog vallen op de jonge actrice Grace Kelly. Kelly stond echter onder contract bij MGM en deze studio weigerde haar uit te lenen aan Paramount. Het was de agent van Kelly, Lew Wasserman, die de zaak vlot kreeg. Hij dreigde MGM dat Grace Kelly Hollywood zou verlaten als ze deze rol niet mocht spelen. MGM ging overstag en Paramount betaalde 50.000 dollar aan MGM voor het lenen van Kelly. Voor elke dag dat de opnames langer zouden duren dan afgespraken moest Paramount 5000 dollar extra betalen. Maar MGM was niet de enige die problemen hadden met de keuze van Kelly. De acteur die Frank Elgin ging spelen, Bing Crosby, voelde er niets voor om met Kelly te spelen. Hij vond dat ze te aantrekkelijk was voor de rol van het gewone meisje van het platteland. Aangezien Crosby het recht had om zelf zijn tegenspeelsters te kiezen of af te wijzen, was dit een probleem voor Perlberg. Grace Kelly zelf was geschokt door de opmerkingen van Crosby. Ze zag het als een afwijzing van haar acteertalent. Zelf was ze erg gebrand op de rol omdat ze graag een personage wilde spelen dat juist veel van haar acteertalent zou eisen. Tot The Country Girl had ze eigenlijk alleen glamourvolle vrouwen gespeeld met mooie kleren en had ze het idee dat haar acteerwerk naar de achtergrond werd gedrongen. Uiteindelijk wisten Perlberg en regisseur Seaton hun hoofdrolspeler te overtuigen om akkoord te gaan met Kelly.

### Productie
De eerst week van de opnames waren zwaar voor Grace Kelly. Ze voelde nog altijd de frustratie van Crosby en zelf was ze ook niet gelukkig met haar tegenspeler. Er waren veel misverstanden en kleine ruzies en de concentratie bij beide hoofdrolspeler was niet optimaal. Op de eerste ruwe opnames was de spanning duidelijk te zien. Regisseur George Seaton besloot alles nog eens op te nemen en legde aan Crosby en Kelly uit waar volgens hem de pijn zat, het feit dat ze elkaar niet vertrouwden. Dat hielp en vanaf dat moment verliepen de opnames vlekkeloos. Crosby en Kelly kregen zelfs een verhouding tijdens de opnamen.
Het was overigens nog een hele klus voor regisseur Seaton om zijn hoofdrolspelers zo te vormen dat ze pasten in het straniem van hun rol. Bing Crosby had in tientallen films gespeeld, maar was gewend om voornamelijk zichzelf te spelen. In december 1954 schreef hij in een artikel, Bing Scans Frank Elgin, dat werd gepubliceerd in The New York Times, dat hij eigenlijk steeds dezelfde persoon, de romantische zanger, speelde. Alleen de tegenspelers en liedjes veranderden. Hij zag dan ook vreselijk op tegen de rol van Elgin. Net als veel Hollywoodacteurs was Crosby een ijdel man en hij droeg haarstukjes en een korset om zijn erotische aantrekkingskracht te vergroten. Aanvankelijk plakte hij zelfs zijn flaporen tegen zijn hoofd met kauwgum. Regisseur Seaton moest hem overtuigen dat het nu juist niet de bedoeling om er goed uit te zien. Hij moest een man op leeftijd spelen, een alcoholist en geen glamourachtige zanger. Crosby wist dat hij nu echt moest acteren en hij had zijn twijfels. Regelmatig zei hij tegen Seaton dat hij maar beter kon stoppen omdat hij de rol niet aankon. Maar de regisseur bleef hem helpen. Hij gaf Crosby een heel dossier over Frank Elgin met een complete biografie van de fictieve zanger. Crosby las het allemaal door, evenals het toneelstuk van Odets. Langzamerhand kreeg Elgin gestalte voor Crosby. Hij discussieerde zelfs met Odets over de motivatie van Elgin in het stuk. Vervolgens werd er twee weken lang, tien uur per dag gerepeteerd door Crosby, Kelly en Holden. Het was een nieuwe ervaring voor Crosby die tot dan toe gewend was alleen de volgorde van de liedjes te repeteren. Het feit dat hij een alcoholist moest spelen, vormde een extra uitdaging. Crosby stond er om bekend dat hij een zware drinker was, al zorgde hij er voor nooit te drinken tijdens opnames. Maar het is voor iemand die veel drinkt, veel moeilijker om een alcoholist te spelen dan voor iemand die niet of weinig drinkt. Voor de opnames waar Elgin zich zelf bedrinkt in een kroeg zorgde Crosby ervoor dat hij zelfs geheel nuchter was voor de opnames. Normaal ging hij vroeg naar bed, maar nu bleef hij de hele nacht op. De volgende morgen zag hij er uit als een dronkaard met rode ogen van vermoeidheid en speelde de scène zonder al te veel moeite. Zelfs zijn eigen moeder die bij de opnames aanwezig was, dacht dat Crosby zich in de nacht voor de opnamen had bedronken zo zag hij er uit.
Bing Crosby had wel een punt toen hij Kelly aanvankelijk afwees. Grace Kelly was te aantrekkelijk en glamoureus voor de rol van eenvoudig plattelandsmeisje. Als Georgie moest Kelly er gewoontjes en een beetje depressief uitzien. De beroemde kostuumontwerpster Edith Head zette alles op alles om Kelly uit de glamoursfeer te halen. De actrice paste zo'n vierentwintig sweaters voor ze uiteindelijk een bijzonder slonzig exemplaar uitkoos. Ze vonden ook een even slonzige bijpassende rok en een bril met zwarte randen. Vervolgens ging de kapster aan de slag om het kapsel van Kelly aan te passen aan het personage van Georgie. Het resultaat was verbluffend, Kelly was veranderd in een totaal andere vrouw.

## Prijzen en nominaties
| Jaar | Prijs  | Categorie               | Genomineerde(n)                                           | Uitslag     |
| ---- | ------ | ----------------------- | --------------------------------------------------------- | ----------- |
| 1954 | Oscars | Beste film              | William Perlberg                                          | Genomineerd |
| 1954 | Oscars | Beste regisseur         | George Seaton                                             | Genomineerd |
| 1954 | Oscars | Beste acteur            | Bing Crosby                                               | Genomineerd |
| 1954 | Oscars | Beste actrice           | Grace Kelly                                               | Gewonnen    |
| 1954 | Oscars | Beste bewerkte scenario | George Seaton                                             | Gewonnen    |
| 1954 | Oscars | Beste productieontwerp  | Hal Pereira Ronald Anderson Samuel M. Comer Grace Gregory | Genomineerd |
| 1954 | Oscars | Beste camerawerk        | John F. Warren                                            | Genomineerd |

## Filmmuziek
- It's Mine, It's Yours
- The Search Is Through
- The Land Around Us
- Dissertation on the State of Bliss

## Nieuwe versie
Een televisieversie van The Country Girl werd door NBC television uitgezonden op 5 februari 1974. De regie was van Paul Bogart en Jason Robards en Shirley Knight speelden de hoofdrol. Een tweede televisieversie werd in 1982 gemaakt door Gary Halvorson en Michael Montell met Dick Van Dyke en Faye Dunaway in de hoofdrol.